# Резня в Изникско-Измитском регионе
Резня в Изникско-Измитском регионе (тур. İzmit Katliamı) — массовая и систематическая резня населения северо-западной части Малой Азии, охватывавшей территорию исторической Вифинии. Была совершена кемалистами после окончания Первой мировой войны, в период 1920—1921 годов.
Резня была характерна тем, что она была произведена не только против христианского (греческого и армянского) населения, но и против мусульманских меньшинств (черкесов, абхазов, лазов), как и против части собственно турецкого населения, остававшегося лояльным османскому правительству.
Резня, как минимум в начальный период, происходила на территории номинально остававшейся под контролем османского правительства и не имела прямого отношения к событиям так называемой греко-турецкой войны.
По выражению современного греческого историка Власиса Агдзидиса, эта резня нарушает многие сложившиеся стереотипы.

## Национальная, языковая и религиозная мозаика региона
Вифиния в целом и, в частности, регион вокруг Никеи в последние два с половиной века существования Византийской империи был одной из самых значительных и живых провинций византийского мира и одним из очагов, по выражению современной византинистки Элени Арвелер, «грекоправославного патриотизма».
Пришлые турки-сельджуки, владевшие регионом около века, в силу ярко выраженного национального состава, именовали его Вилайет Юнани (Villayet-i Yunani), то есть Вилайет Греция или Вилайет греков.
В османский период бо́льшая часть греческого населения сохранила как свой язык, так и свою веру. Но и та часть населения, для которой, по разным причинам, турецкий язык стал обиходным, сохраняла свою приверженность православию.
В начале XX века православная Никейская митрополия включала в себя Никею (Изник), Папучак Дербент, Киос (Гемлик), Кермасти (Mustafekemalpaşa), Кумкишаги (Kumkadi), Азатли (Ovaazatli), Михалицио (Karacabey), Лопади (Uluabat), Ашакёй (Aşağıköy), Везирхан, Кюплю, Башкёй, Пелтас (Pelitözü), Кизил Кая (Kızıldamlar), Акче Шехир, Лефки (Османели), Согют, Бурхание, Орта Кёй (Kulfallar), Худе (Saraçlı).
В начале XX века демография региона была мозаична, как в национальном, так и в языковом и религиозном отношении.
Кроме греков (грекоязычных и туркоязычных), здесь проживало соизмеримое с греческим армянское население (армяноязычное и туркоязычное), евреи, левантийцы, мусульмане (носители турецкого, албанского, черкесского, абхазского и славянских языков). Отношения греческого населения с пришлыми «черкесами», то есть беженцами с Кавказа, были на редкость дружественными. Первые признаки окончания периода мирной жизни наступили с прибытием в регион так называемых «босняков», то есть славяноязычных беженцев мусульман из Боснии и Герцеговины. Именно «босняки», в значительной степени, станут ядром националистических организаций, сформированных сначала младотурками, а затем кемалистами.

## Геополитическая обстановка после Первой мировой войны
Согласно 7-й статьи Мудросского перемирия между Антантой и потерпевшей поражение Османской империей, союзники имели право на оккупацию любого города имеющего стратегическое значение.
На Смирну претендовала Италия, которая после итало-турецкой войны 1912 года контролировала юго-запад Малой Азии и чьи войска находились южнее Измира. Чтобы ограничить амбиции Италии, союзники приняли решение предоставить оккупацию Измира Греции:15
Христос Дзиндзилонис пишет, что греческая армия высадившаяся в мае 1919 года в Смирне не имела никакой свободы действий. О её действиях решения принимали военные власти Ближнего Востока, где критерием было удовлетворение требований и нужд политики империалистических сил, в особенности англичан. Для каждого действия греческой армии было необходимо «подтверждение адмирала Калторпа (Somerset Gough-Calthorpe)».
6 мая 1919 года Межсоюзнический совет, в составе президента США Вудро Вильсона, премьер-министров Британии Ллойд Джорджа, Франции Клемансо и министра иностранных дел Италии Соннино, провёл экстренное совещание. Греческий премьер-министр Венизелос попросил разрешения на расширение плацдарма Смирны, с тем чтобы получить возможность для отражения турецких чет и обеспечить возвращение 300 тысяч беженцев, нашедших убежище на греческих островах после резни греческого населения во время Первой мировой войны. Разрешение было дано и греческая армия, по выражению историка Яниса Капсиса была готова «освободить священные земли, после 5 веков оккупации иноземцами»:44-45.
При этом, согласно Х. Дзиндзилонису, греческая армия потеряла свой национальный характер и превратилась в экспедиционный корпус Министерства колоний Англии. Характерна телеграмма Венизелоса из Лондона командующему Параскевопулосу: «Английский военный министр уполномочил генерала Милна, если он сочтёт нужным, разрешить нашим войскам, в случае турецкой атаки, преследовать их и более трёх километров, при условии, что после завершения операции, наши войска вернутся в пределы линии оккупации».

## Характер событий
Май 1919 года является для турецкой историографии началом Освободительной войны.
Однако термин Освободительная война Турции оспаривается не только частью греческих историков, но и некоторыми современными турецкими историками. Аттила Туйган в своей работе «Геноцид за мать-родину», включённой в изданную на греческом коллективную книгу «Геноцид на Востоке. От Османской империи к нации-государству» (Η γενοκτονία στην Ανατολή Από την Οθωμανική Αυτοκρατορία στο έθνος-κράτος) пишет: «…Утверждение о том, что турецкая национально-освободительная война была дана против империализма не основана ни на чём. Напротив, как отмечает профессор Танер Акчам, освободительная война „была дана не против агрессоров, но против меньшинств“. „Общества Обороны-Закона“ (Mudafai Hukut), которые были локомотивом „национальной борьбы“, были однозначно созданы против угрозы ромеев (греков) и армян. Кемаль, в июле 1919 года, посылая султану свою отставку с поста офицера открыто заявлял: „Мой офицерский статус начал становиться препятствием в национальной борьбе что мы начали, чтобы спасти нашу священную Родину и нацию от распада и не пожертвовать Родиной стремлениям греков и армян“».

## На северо-западе Малой Азии
То что война кемалистов «была дана не против агрессоров, но против меньшинств» было особенно наглядно для региона северо-западной Малой Азии.
Регион был оставлен союзниками турецкому (султанскому) правительству и только в нескольких прибрежных городах расположились незначительные британские гарнизоны, имевшие по большей части символический характер.
Греческая армия находилась далеко, в ограниченном регионе вокруг Смирны. Севрский мирный договор 10 августа 1920 года закрепил временный контроль этого небольшого региона за Грецией, несколько расширив его:340.
Номинально регион оставался турецким, с перспективой решения его судьбы через 5 лет, на референдуме населения:16.
Северо-запад Малой Азии всегда оставался вне этих решений и предпринятая здесь кемалистами с апреля 1920 года резня меньшинств не имела прямой связи и не была спровоцирована ни решениями союзников, ни, тем более, действиями меньшинств.

## Резня меньшинств на северо-западе Малой Азии
Кемаль Нюжет (Cemal Nüzhet), юридический советник и председатель комитета по расследованию резни от турецкого (султанского) правительства писал: «Мустафа Кемаль своим до сего успехам обязан бандам разбойников. В первые периоды, для оказания сопротивления правительству Герит-паши (Gerit Paşa) и греческим силам, он предоставил большие права вступающим в его разбойные организации, которые с его одобрения считали своим законным владением имущество и жизнь жителей Анатолии. Мустафа Кемаль рукоплескал совершаемым ими злодействам, своими почётными для вожаков посланиями, неоднократно давал им полную свободу действий, на их усмотрение. Народ Анатолии, находясь под этим террором, безропотно выполнял их приказы, и был обязан предоставлять им всё что у него было и не было…».

### Резня в Никомидии
Общепринятой статистики резни в Никомидии и её округе с апреля 1920 года по июнь 1921 года нет. Различные статистические данные с самого начала были подвержены различным политическим целям.
Константин Фалтайц, греческий журналист афинской газеты «Эмпрос» (Εμπρός) прибывший в Никомидию уже после её занятия XI греческой дивизией, её восьмимесячного пребывания там и в момент её готовящегося ухода, писал в своей книге о Никомидии: «Когда в нынешнем (1921) апреле я прибыл в Никомидию, посланный газетой „Эмпрос“ освещать военные события, ещё не ступив на берег я оказался перед лицом картины величайшего ужаса и разрушений. С парохода идущего в заливе Никомидии мы видели дым горящих христианских сёл — Неохори, Оваджик, Толгел, Кара—Тета… когда мы прибыли в порт Никомидии, то увидели набережную полную беженцев — греков, армян, черкесов, и даже турок, бежавших от турецкого ножа…в мае появился английский крейсер „Кентавр“… и тысячи беженцев узнали, что на его борту были 2 английских офицера, 1 итальянец и 1 француз, которые прибыли в Никомидию расследовать зверства турок и… зверства греков. Я подумал тогда, что следует собрать информацию о резне и гонениях, которыми турки подвергли христиан и черкесов. 60 тысяч человек — греки, армяне, черкесы, албанцы, персы и даже турки уходили вместе с греческой армией при приближении турок Кемаля. Из округа Никомидии с её 45 греческими городами и сёлами, с 40 армянскими сёлами и городами, столькими же черкесскими сёлами, не осталось сегодня ничего, кроме пепла и руин и 100 тысяч вырезанных самым ужасным для истории человечества людей, и человеческие кости разбросанные по равнинам, лесам и ущельям Никомидии.».
Эти цифры К. Фалтайц отмечает в своей книге «Это и есть турки», которую он издал в США в том же 1921 году, а затем в Греции (Κώστα Φαλτάιτς Αυτοί είναι οι Τούρκοι: Αφηγήματα των Σφαγών της Νικομήδειας), Австралии и Великобритании, после чего на французском языке во Франции (Voilà les Turcs! : Récits des massacres d’Ismidt).
Как это отметил и К. Фалтайц, союзная комиссия прибыла из «далёкого» Константинополя, расположенного в 85 км от Никомидии, через год после начала резни, с той лишь только разницей, что теперь она была приглашена турками расследовать греческие зверства.
К этому моменту и после прихода в ноябре 1920 года монархистов к власти в Греции, отношения союзников и Греции были союзными лишь номинально. Возвращение в Грецию германофила короля Константина освободило союзников от обязательств по отношению к Греции. Уинстон Черчилль, в своей работе «Aftermath» (стр. 387—388) писал: «Возвращение Константина расторгло все союзные связи с Грецией и аннулировало все обязательства, кроме юридических. С Венизелосом мы приняли много обязательств. Но с Константином — никаких. Действительно, когда прошло первое удивление, чувство облегчения стало явным в руководящих кругах. Не было более надобности следовать антитурецкой политике»:30.
Как пишет греческий историк Димитрис Фотиадис, «из союзников они преобразились в арбитров»:42.
Комиссия союзников, проводившая расследование инцидентов в округе Никомидии, предоставила рапорт 1 июня 1921 года.
В целом комиссия, даже при уже явном туркофильстве итальянского и французского представителей и нейтралитете английского, была вынуждена принять греческие утверждения, что турецкие (кемалистские) войска убили более 12 тысяч местных жителей, в то время как 2,500 пропали без вести.
Комиссия была вынуждена заявить, что зверства, совершённые турками на Измитском полуострове, «были более значительными и свирепыми, нежели совершённые греками»

### Резня в регионе Ортакёя
Ортакёй находился в трёх часах езды от железнодорожной станции Кейвеш и принадлежал православной митрополии Никеи. Довоенное население было исключительно греческим и армянским. Армяне Ортакёя были депортированы и вырезаны в Первую мировую войну. Немногие выжившие вернулись назад.
1 апреля 1920 года турецкие четы окружили городок, приказав всему населению выйти из него и направиться в Кейвен. После ухода населения их дома были ограблены, часть домов были сожжены. После этого населению разрешили вернуться в город.
4/16 апреля чета Махмуд Бея вновь окружила город и арестовала греческого попа Ангела. Издевательства над священником послужили началом резни. Жителей отводили группами в Пойлу Чайы, где они поначалу расстреливались. Затем был получен приказ, для экономии патронов, использовать только нож.
Поп Ангел и ещё 30 священников и старейшин были отправлены в Анкару, где в сентябре 1920 года все они были убиты. Выжил только поп Харлампий.
Та же чета Махмуд-бея арестовала в Кейвене 83 греков и 9 армян. Они были расстреляны на берегу Сакарьи. Поленившись искать живых среди расстрелянных, турки выкрикнули: «Все кто не умер могут подняться и им будет дарована жизнь». 3 поднявшихся раненных были вновь расстреляны. Раненные армяне А. Налпад и Л. Капусуз не поднялись и выжили.
Турецкое население региона также приняло участие в резне. Турки городка Орханийе арестовали 300 своих греческих сограждан, заперли их в хлеву, где все они были расстреляны. Случайно выжил один младенец.
Турки городка Сары Доган, вместе с четами, приняли участие в резнях в Эшме кёю (Eşme köyü), Сапандже, в Баи и Чичиги.
15 мая 1920 года в регион Ортакёя прибыла чета кёр-Пехливана (kör Pehlivan). В этот раз резня затронула ещё 14 сёл региона Ортакёя. Кроме привычных уже убийств, эта чета прославилась тем, что отрезала у женщин соски и нанизывала их на толстые нитки, в виде своего рода четок. Большинство жителей были зарезаны группами в местности Kara Cağ Poğaça.
27 июля 1920 года в регион прибыла третья чета, во главе с Гявур Али (Gavur Ali), которая приступила к резне остававшихся в живых. Для этого была использована технология выкуривания из подвалов и тайников. Бежавщих в горы выискивали с помощью охотничьих собак. Из бежавших в горы спаслись только 80 человек.
Между тем жители окружающих турецких сёл массово ринулись копать и искать клады во дворах домов убитых христианских жителей.
Примечательно что старосты 72 турецких сёл округа подписали бумагу с требованием истребить христианское население своего округа.
Отметим, что впоследствии Махмуд бей был убит в бою с черкесами, в то время как Гявур Али был убит своими же четниками в Адапазары, не сумев поделить с ними награбленное.

### Резня в Лефкес
В городке Лефкес (Османели) первой жертвой стал депутат османского парламента Эмилиос Чаушоглу. Арестованный четниками в июле, он был отправлен в Енишехир и был убит по пути сопровождавшими его жандармами.
После ухода англичан из Эскишехира, был взорван мост на железнодорожной линии Лефкес — Сакарья. Итальянский инженер Маритано получил от турок приказ отремонтировать мост. Маритано набрал рабочих из греков и армян Кюплю и Везирхана. Ещё когда ремонт не был завершён, Джемал-бей, командир полка Гёл Байрак, приказал вырезать всех рабочих вместе с итальянцем.
Через несколько дней были зарезаны врачи Саркис Минасян и Николаос Пападопулос.
В середине августа начались массовые убийства греческих жителей Лефки. Четники врывались в дома, арестованных мужчин вели десятками за город, где их убивали ножами.
Многие женщины прятавшиеся в подвалах своих домов, чтобы не быть выданными плачем младенцев, давали им наркотические вещества, с тем чтобы они непрерывно спали. Другие в отчаянии душили своих детей.
Через несколько дней четники арестовали священников отца Иордана и отца Константина, вместе с членами их семей. Священникам насильственно было сделано обрезание (sünnet) и на их головы одели чалму. После чего были изнасилованы дети отца Иордана возрастом в 12 и 13 лет. Отец Иордан и его супруга были зарезаны и его рясы пронесли по улицам города под крики да здавствует Кемаль. Такой же была участь отца Константина. На его глазах турки изнасиловали его шестилетнего (!) сына, а двухлетнюю дочь закололи штыком. Отец Константин и его супруга были зарезаны.
В сентябре 1920 года турки стали звонить в колокола и кричать что греческая армия вступает в Лефки. Женщины и дети прятавшиеся в подвалах, осмелели и подались на провокацию. Вышедшие на поверхность были зарезаны, дети были сожжены заживо.
После Лефкес Джемал бей совершил налёт на село Пелтаз (Peltaz). Из 1.500 греков села спрятались и выжили несколько десятков женщин и детей. В конечном итоге они были спасены после вмешательства греческой армии, были отправлены в Бурсу, где и оставались на попечении армии до её отступления в 1922 году.

### Резня в Никее
8/15 августа 1920 года, в день когда православные греки празднуют Успение Богородицы, первым замученным до смерти греком города стал настоятель церкви отец Иордан. Он был схвачен четниками Джемал-бея, командира подразделения Κök Bayrak. После того как его оседлали и одели уздечку, его протащили до площади Никеи. Здесь его подковали, и, под возгласы мусульманской черни, повели на озеро, где он был зарезан на развалинах строений, там где в VIII веке состоялся Второй Никейский собор.
900 человек в цепях были выведены за город на табачную плантацию Хасана-аги, где все были вырезаны (в других источниках просто убиты)).
15 человек спрятались в печи одной из пекарен, но были выданы плачем ребёнка. Они были сожжены заживо. Все греки города были убиты и их трупы были сброшены в колодцы региона. После полного истребления греческого населения четники приступили к грабежу их домов и сожжению. Из около 1000 греков жителей города в живых остались только 8.
Никея была освобождена греческой армией 21 сентября 1920 года, когда в ней уже не было ни одного живого грека.
Через два года, с уходом греческой армии, город был вновь занят турками.
Резня не ограничилась одним городом, но затронула и сёла округа. Кемаль Нюжет, председатель комитета по расследованию резни от турецкого (султанского) правительства писал: «В округах Никеи и Карамюрсель бандит Тагистанли Джемал, во главе своей банды, именуемой теперь батальоном Гёл Байрак, спалил греческие сёла Никеи: Памуджак, Кыз Дербент, Коладжик и другие, и после грабежа приказал всеобщую резню населения. Мужчины, женщины, дети вырезались самым зверским образом. Другие сгонялись в церкви и сжигались, затем вместе с сожжёнными закапывались и живые, никто из них не остался в живых. Подобным образом Анкара сожжением и резнёй уничтожила христианское население западного побережья Чёрного и Мраморного морей, и реквизировала всё их имущество. И самые трагические во всемирной истории эпохи меркнут перед ужасными и неслыханными методами истребления, которые Анкара использовала для уничтожения христиан».

### Пабуджак Дербент, Адапазары, Кадра
В августе 1920 года кемалисты послали батальон с артиллерией, под командованием Исмаила Эфе, к греческому городку Пабуджак, население которого достигало 1 тыс. человек. Городок был обложен жандармами и иреггулярными турками. Жители приняли решение прорвать кольцо окружения. Внезапным порывом, практически безоружные жители провались в горы, после чего выбрались в Киос (Гемлик). Исмаил Эфе ограничился здесь только грабежом городка. Однако он вырезал население соседних сёл Кыз Дербент и Фуладжик.
Кемаль Нюджет, представитель турецкого (султанского) правительства писал: «Правительство Анкары приняло решение прежде всего вырезать и стребить ромеев (греков) округов Адапазары и Кандра а затем Понта. Оно поручило Гявуру Али сожжение греческого Месохоро „около Гейве“ и резню его жителей. Гявур Али с 400 своих сторонников окружил село, ворвался в этот цветущий греческий городок и приказал всеобщую резню. После того как он вырезал жителей и ограбил городок он сжёг его. Все жители избежавшие смерти от штыка или ножа были собраны в церкви и были сожжены в ней. Эта трагедия продолжилась 2 дня. Месохорон с его 12 заводами и прекрасными домами стал грудой развалин. Из жителей 90 % были вырезаны и сожжены, немногие сумели спасти свою жизнь найдя убежище в горах».
Село Лазохохори у Адапазары а также 9 черкесских сёл не избежали резни. Тела убитых жителей сбрасывались в реки. Немногие выжившие вернулись в свои сёла и вновь стали жертвами турецких этнических чисток в 1922 году.
Многие из черкесов, которые во время Малоазийского похода примкнули к греческой армии, ушли затем вместе с армией на территорию Греции, обосновались в Западной Фракии и стали частью мусульманского меньшинства Греции.

### Фуладжик
Село Фуладжик («Гнёздышко») в 20 км северо-западнее Никеи, было цветущей православной общиной, населялось 1800 греков (Д. Стаматопулос пишет что население села достигало 2.500 человек), для которых турецкий язык был обиходным.
Село было окружено четами и турками из окрестных сёл 21 июня. Руководство и координацию четами возглавил Джемал бей.
Турки вступили в село 23 июня. Через старейшину Г. Хадзихристу и священника Филиппа Калокидиса был дан приказ сдать имеющиеся оружие.
После сдачи оружия поступил приказ собрать все деньги и ценности.
После чего 300 жителей были отведены в церковь. Здесь Джемал бей собственноручно стал пытать семидесятилетнего отца Филиппа. Он одел на него хомут на шею и уздечку в рот, выколол ему ножом один глаз и после чего зарезал его на алтаре. Бездыханное тело старца привязали за хвост лошади и протащили по селу. После чего дверь церкви была заколочена и церковь была подожжена. Заключённые в церкви взломали дверь и попытались прорваться через кольцо. Большинство при прорыве были расстреляны или погибли от ножа.
Но туркам было недостаточно этих 300. Они начали поиски по домам. 20 молодых женщин повторили Танец Залонго, бросившись со своими детьми в ущелье, чтобы избежать плена и бесчестия. Другая группа сумела выбраться в горы Кран и спряталась в пещере. За ними была устроена погоня. Но поскольку плач младенцев мог выдать эту группу, младенцы были задушены матерями и родственниками.
Печальным является тот факт, что греческая армия ещё 19 июня заняла Балыкесир и в начале июля, через 2 недели после резни, вступила в столицу Вифинии, Бурсу. Здесь, в штаб «дивизии Архипелага», дошли слухи о резне и были посланы коные разъезды для подтверждения. Только через 40 дней после резни, 2 августа 1920 года и когда регион от Карамусала до Никомидии был освобождён, греческая армия собрала беженцев из Фуладжика в Никомидии, а затем отправила их в Константинополь.
К. Фалтайц, побывавший на местах событий в те дни записал песню-плач беженцев Фуладжика (на их турецком говоре), которая имеет особый семантический интерес. В песне отражено что у палачей нет национальной характеристики, они именуются просто «кемалисты»:
«Кемалин адамлари харманлардан идилер» (Кемалисты сошли с гумна)

### Кюплю
Население городка Кюплю (Küplü) достигало 8 тысяч человек — 7 тысяч туркоязычных греков и 1 тысяча турок.
С конца августа 1919 года село подвергалось налётам чет, возглавляемых депутатами парламента кёр Сахир Риза бея, Али бея, Арслан бея и Эдип бея.
Чета последнего обосновалась в селе, после чего командир местной жандармерии обязал сельчан шить формы для 61-й кемалистской дивизии и полка жандармерии Балыкесира. Классы сельской школы стали швейными. Жители были обязаны также платить так называемый патриотический долг Vatan borcu который в одностороннем порядке был установлен в невероятную сумму в 500 золотых лир в месяц.
1 сентября 22 старейшин были отправлены в Эски Шехир. Бегство некоторых из них послужило причиной казни 50 жителей Кюплю.

## После прихода греческой армии
Уже после начала массовой резни в регионе (март 1920 года), в начале июня британский премьер Ллойд Джорджа, попросил греческого премьера отправить в регион пару дивизий, но не для защиты населения, а для защиты Босфора. Венизелос согласился отправить XI греческую дивизию, вооружённую французским оружием, в Никомидию. (Примечательно, что всего через 5 месяцев после этого, французы потребовали и получили своё оружие назад, ссылаясь на приход к власти в Греции монархистов).
Операции начались 9 июня и за короткий срок (до 25 июня) дивизия достигла возложенных на неё целей.
В начале июля 1920 года бригада греческой дивизии из города Ксанти неожиданно высадилась в Панормо (Бандырма) а затем, в сотрудничестве с частями подходившими с юга заняла столицу Вифинии Бурсу. В тот же день был занят Киос (Изник).
Присутствие греческой армии в регионе с июля 1920 года, ограничило активность турецких банд, однако в округе города Карамюрсель, к югу от Измитского залива, некоторые кемалистские группы продолжали атаковать окружающие сёла населённые греками.
При этом, пребывание XI дивизии в Никомидии на протяжении почти года, как минимум до событий связанных с её уходом в июне 1921 года, не отмечено массовыми актами насилия против турецкого населения.
Однако актов самосуда и возмездия со стороны пострадавших греков, армян и черкесов не удалось избежать.
Но для греческого экспедиционного корпуса в Малой Азии, с его ограниченным числом в 9 дивизий, было роскошью держать «целую дивизия» в подчинении англичан и в операционном бездействии, в то время как по оценке французского генерала Гуро для принуждения к миру в Малой Азии необходимо было иметь 27 дивизий:41.
В марте греческий экспедиционный корпус попросил вывести XI дивизию из под британского командования и задействовал её в «Весеннем походе», хотя и в отвлекающих операциях.
Не находя дипломатического решения в вопросе с греческим населением запада Малой Азии, греческое правительство продолжило войну. «Весеннее наступление» 1921 года, стало первой попыткой разбить регулярную армию Кемаля. Греческая армия одержала тактическую победу, но полного разгрома турок не достигла:48.
Однако и временный уход основных сил XI дивизии позволил турецким бандам вновь активизировать свою деятельность и расширить её географически к югу от Никомидии, в результате чего были разрушены христианские сёла этого округа. Некоторые их эпизодов этого периода:

### Соют
Население села Соют (Soyut) достигало 9 тысяч человек, из которых 4 тыс. греков и 100 армян. Всё мужское греческое и армянское население села, возрастом с 13 до 75 лет, было депортировано кемалистами в марте 1921 года в регионы восточнее Анкары. Большинство из них остаётся в числе пропавших без вести.
Женщины и дети спаслись благодаря быстрому продвижению греческой армии и были перевезены в Бурсу.

### Кизил Дамлар
Село Кизил Дамлар (Kizjl Damlar) было разрушено кемалистами в марте 1921 года. Число жертв при разрушении села не уточнено. Имеются имена нескольких убитых подростков возрастом в 13-15 лет. Остальные жители были депортированы, судьба большинства неизвестна.

### Пелик Паскёй
Село Пелик Паскёй (Pelik-Pasköy) было разграблено и сожжено четами. Однако 1427 жителей села были спасены и отправлены в Бурсу.

## Июнь 1921 года
Для того чтобы положить конец войне принуждением к миру, греческая армия предприняла «Большое летнее наступление» 1921 года, в ходе которого предполагалось окружение и полный разгром основных сил кемалистов.
Греческая армия нанесла туркам поражение в самом большом сражении войны при Афьонкарахисаре-Эскишехире, но разгрома армии кемалистов не произошло. Турки отошли к Анкаре и греческое правительство вновь встало перед дилеммой: что делать дальше:55-58.
Перед началом сражения и для экономии сил, XI дивизия получила приказ оставить Никомидию.
В начале июня 1921 года дивизия стала готовиться к оставлению Никомидии, что создавало угрозу резни беззащитного местного христианского населения турками. Христианское население самого города было вывезено на пароходах. Однако население окружающих сёл было оставлено на произвол судьбы, что означало— нож. Сама XI дивизия выступила на юг, разгоняя по пути турецкие четы.

## Теория 50-50
Джордж Хортон, будучи американским консулом в Смирне, утверждает, что в контролируемом ими регионе, греки не совершали массовой резни. Даже греки Фокеи, подвергшиеся резне в 1914 году, не мстили туркам по своему возвращению в родной город в 1919 году:272.
Хортон заканчивает свою книгу «Бич Азии» следующей фразой: «Турки не заслужат доверие и уважение цивилизованного мира, пока не покаются искренне в своих преступлениях и не расплатятся за них в той мере, в какой это возможно»:148.
В том что касается событий в Никомидии в июне 1921 года, эвакуация той части беженцев, которой удалось добраться до Никомидии, прошла относительно гладко.
Однако уход XI дивизии и беженцев был отмечен рядом насилий и убийств по отношению к туркам города.
Греческий историк В. Агдзидис пишет, что эти насилия и убийства имели место, но большинство из них являлись актами возмездия.
Эти акты возмездия были впоследствии использованы (бывшими) союзниками Греции для создания негативного общественного мнения в своих странах.
Для этого были использованы свидетельства о «греческих зверствах» Арнольда Тойнби (Arnold J. Toynbee) и межсоюзнического комитета.
При этом полностью замалчивалась предшествовавшая этим событиям Резня в Изникско-Измитском регионе 1920 −21 годов, которая, по выражению Агдзидиса, «выпустила ветра Эола» в регионе, а солдатам XI греческой дивизии приписывались все акты насилия, включая акты возмездия совершённые черкесами и абхазами.
Д. Хортон пишет, что одной из самых умных идей, которые уже тогда распространяли турецкие пропагандисты было то, что вырезанные христиане были такими же плохими, как и их палачи. То есть 50-50. Теория была очень привлекательной для англосаксонского чувства справедливости, избавляла соучастников от ответственности и успокаивала сознание.
Хортон пишет, что риторики о том, что каждый турок помнит о убитых в оккупацию 6 тысячах турках, явно недостаточно для теории 50-50:295.